# Steven Stamkos
Steven Christopher Stamkos (né le 7 février 1990 à Markham, dans la province de l'Ontario au Canada) est un joueur professionnel canadien de hockey sur glace. Il évolue au poste de centre.

## Carrière

### En club
Steven Christopher Stamkos est le premier choix au total du repêchage par le Sting de Sarnia de la ligue junior de la Ligue de hockey de l'Ontario en 2006 et donc remporte le trophée Jack-Ferguson remit au premier choix au repêchage de la LHO. Il rejoint l'équipe de Sarnia pour deux saisons et va alors monter en puissance : lors de  sa seconde saison, il est de plus en plus mis en avant par les différents spécialistes du recrutement et il est sélectionné parmi les 40 joueurs juniors de la Ligue canadienne de hockey pour jouer le match des meilleurs prospects. Il participe avec l'équipe LHO au Défi ADT Canada-Russie en 2007. Finissant sa seconde saison avec 105 points en 61 matchs, il est sélectionné lors du repêchage d'entrée dans la Ligue nationale de hockey de 2008 comme tout premier choix par le Lightning de Tampa Bay.
Lors de sa première saison dans la LNH, il marque 46 points en 79 matchs après que son entraîneur, Barry Melrose, déclare qu'il doute de sa capacité à évoluer dans la LNH. La saison suivante, à seulement 20 ans, il marque 51 buts et remporte le trophée Maurice-Richard remis au meilleur marqueur de la Ligue nationale de hockey à égalité avec Sidney Crosby.
La saison suivante, avec 45 buts marqués, il termine deuxième du classement derrière l’attaquant des Ducks d'Anaheim, Corey Perry. Lors des séries éliminatoires, le Lightning de Tampa Bay et Stamkos se rendent en finale d'association où ils se font éliminer en sept matchs par les Bruins de Boston. Lors du dernier match de la série, Stamkos reçoit une rondelle au visage mais revient au jeu avec une visière complète.
Lors de la saison 2011-2012, il atteint les 50 buts en une saison pour la deuxième fois de sa carrière et finit la saison avec 60 buts.
Le 11 novembre 2013, lors d'un match contre les Bruins de Boston, il se fracture le tibia droit en heurtant le poteau du but adverse. Il manque alors 45 matchs et retrouve la compétition le 6 mars 2014. À cette occasion, alors que son ancien coéquipier et capitaine de l'équipe, Martin St-Louis est échangé aux Rangers de New York, il est nommé nouveau capitaine du Lightning, le 10e de l'histoire de la franchise.
Le 12 octobre 2015, il obtient son 500e point dans la LNH en marquant un but contre les Bruins de Boston.
En Séries éliminatoires de la Coupe Stanley 2016, il ne dispute qu'une seule rencontre à cause d'un caillot de sang. Le 29 juin suivant, il signe un nouveau contrat de huit ans et 68 millions de dollars avec le Lightning mais doit rater une partie de la saison après s'être déchiré le ménisque latéral du genou droit face aux Red Wings de Détroit le 15 novembre.
Il est capitaine de l'équipe quand elle remporte la coupe Stanley en 2020. Blessé lors des séries éliminatoires, il ne joue que deux minutes lors du troisième match de la finale face aux Stars de Dallas, parvenant néanmoins à marquer un but lors de la victoire 5-2 de son équipe.
Un an plus tard, il ajoute une deuxième coupe Stanley à son palmarès. Le 1er décembre 2022, il obtient son 1000e point dans la LNH.
Le 1er juillet 2024, Stamkos signe un contrat de 4 ans et 32 millions de dollars avec les Predators de Nashville, quittant le Lightning après 16 saisons.

### En équipe nationale
Il joue pour l'équipe du Canada en 2007 en tant que capitaine de l'équipe moins de 18 ans puis plus tard dans l'année, il joue dans l'équipe nationale pour le championnat du monde junior 2008. Il remporte la médaille d'or du tournoi. Il participe à son premier championnat du monde en 2009, puis à un deuxième en 2010 où il est assistant-capitaine.

## Statistiques

### En club
| Saison     | Équipe                 | Ligue      |       | Saison régulière | Saison régulière | Saison régulière | Saison régulière | Saison régulière |    | Séries éliminatoires | Séries éliminatoires | Séries éliminatoires | Séries éliminatoires | Séries éliminatoires |
| Saison     | Équipe                 | Ligue      | PJ    | B                | A                | Pts              | Pun              | PJ               | B  | A                    | Pts                  | Pun                  |                      |                      |
| 2005-2006  | Waxers de Markham      | OMHA       | 72    | 109              | 99               | 208              | 91               | -                | -  | -                    | -                    | -                    |                      |                      |
| 2006-2007  | Sting de Sarnia        | LHO        | 63    | 42               | 50               | 92               | 56               | 4                | 3  | 3                    | 6                    | 0                    |                      |                      |
| 2007-2008  | Sting de Sarnia        | LHO        | 61    | 58               | 47               | 105              | 88               | 9                | 11 | 0                    | 11                   | 20                   |                      |                      |
| 2008-2009  | Lightning de Tampa Bay | LNH        | 79    | 23               | 23               | 46               | 39               | -                | -  | -                    | -                    | -                    |                      |                      |
| 2009-2010  | Lightning de Tampa Bay | LNH        | 82    | 51               | 44               | 95               | 36               | -                | -  | -                    | -                    | -                    |                      |                      |
| 2010-2011  | Lightning de Tampa Bay | LNH        | 82    | 45               | 46               | 91               | 74               | 18               | 6  | 7                    | 13                   | 6                    |                      |                      |
| 2011-2012  | Lightning de Tampa Bay | LNH        | 82    | 60               | 37               | 97               | 66               | -                | -  | -                    | -                    | -                    |                      |                      |
| 2012-2013  | Lightning de Tampa Bay | LNH        | 48    | 29               | 28               | 57               | 32               | -                | -  | -                    | -                    | -                    |                      |                      |
| 2013-2014  | Lightning de Tampa Bay | LNH        | 37    | 25               | 15               | 40               | 18               | 4                | 2  | 2                    | 4                    | 6                    |                      |                      |
| 2014-2015  | Lightning de Tampa Bay | LNH        | 82    | 43               | 29               | 72               | 49               | 26               | 7  | 11                   | 18                   | 20                   |                      |                      |
| 2015-2016  | Lightning de Tampa Bay | LNH        | 77    | 36               | 28               | 64               | 38               | 1                | 0  | 0                    | 0                    | 0                    |                      |                      |
| 2016-2017  | Lightning de Tampa Bay | LNH        | 17    | 9                | 11               | 20               | 14               | -                | -  | -                    | -                    | -                    |                      |                      |
| 2017-2018  | Lightning de Tampa Bay | LNH        | 78    | 27               | 59               | 86               | 72               | 17               | 7  | 9                    | 16                   | 4                    |                      |                      |
| 2018-2019  | Lightning de Tampa Bay | LNH        | 82    | 45               | 53               | 98               | 37               | 4                | 1  | 1                    | 2                    | 2                    |                      |                      |
| 2019-2020  | Lightning de Tampa Bay | LNH        | 57    | 29               | 37               | 66               | 22               | 1                | 1  | 0                    | 1                    | 0                    |                      |                      |
| 2020-2021  | Lightning de Tampa Bay | LNH        | 38    | 17               | 17               | 34               | 16               | 23               | 8  | 10                   | 18                   | 4                    |                      |                      |
| 2021-2022  | Lightning de Tampa Bay | LNH        | 81    | 42               | 64               | 106              | 36               | 23               | 11 | 8                    | 19                   | 25                   |                      |                      |
| 2022-2023  | Lightning de Tampa Bay | LNH        | 81    | 34               | 50               | 84               | 46               | 6                | 2  | 2                    | 4                    | 9                    |                      |                      |
| 2023-2024  | Lightning de Tampa Bay | LNH        | 79    | 40               | 41               | 81               | 34               | 5                | 5  | 1                    | 6                    | 2                    |                      |                      |
| Totaux LNH | Totaux LNH             | Totaux LNH | 1 082 | 555              | 582              | 1 137            | 631              | 128              | 50 | 51                   | 101                  | 78                   |                      |                      |

### En équipe nationale
| Année | Compétition                  |   | PJ | B | A  | Pts | Pun               |  | Résultat |
| 2007  | Championnat du monde -18 ans | 6 | 2  | 8 | 10 | 8   | 4e place          |  |          |
| 2008  | Championnat du monde junior  | 7 | 1  | 5 | 6  | 4   | Médaille d'or     |  |          |
| 2009  | Championnat du monde         | 9 | 7  | 4 | 11 | 6   | Médaille d'argent |  |          |
| 2010  | Championnat du monde         | 5 | 2  | 1 | 3  | 10  | 7e place          |  |          |
| 2013  | Championnat du monde         | 8 | 7  | 5 | 12 | 6   | 5e place          |  |          |
| 2016  | Coupe du monde               | 6 | 1  | 1 | 2  | 2   | Vainqueur         |  |          |

## Trophées et honneurs personnels

### Ligue de hockey de l'Ontario
- 2005-2006 : récipiendaire du trophée Jack-Ferguson, remis au premier choix du repêchage de la LHO

### Ligue nationale de hockey
- 2008-2009 : sélectionné dans l'équipe d’étoiles des recrues
- 2009-2010 : récipiendaire du trophée Maurice-Richard en marquant 51 buts, à égalité avec Sidney Crosby[16] (1)
- 2010-2011 : 
  - participe au 58e Match des étoiles (1)
  - sélectionné dans la deuxième équipe d'étoiles (1)
- 2011-2012 : 
  - récipiendaire du trophée Maurice-Richard en marquant 60 buts (2)
  - participe au 59e Match des étoiles (2)
  - sélectionné dans la deuxième équipe d'étoiles (2)
- 2014-2015 : participe au 60e Match des étoiles (3)
- 2015-2016 : participe au 61e Match des étoiles (4)
- 2017-2018 : participe au 63e Match des étoiles (5)
- 2018-2019 : participe au 64e Match des étoiles (6)
- 2019-2020 : vainqueur de la coupe Stanley avec le Lightning de Tampa Bay (1)
- 2020-2021 : vainqueur de la coupe Stanley avec le Lightning de Tampa Bay (2)
- 2021-2022 : participe au 66e Match des étoiles (7)
- 2022-2023 : remporte le trophée Mark-Messier